# Tyska F3-mästerskapet 2013
Tyska F3-mästerskapet 2013 kördes över 27 race med Marvin Kirchhöfer som mästare.

## Resultat
| Omgång | Omgång | Bana                          | Datum        | Pole Position     | Snabbaste varv    | Vinnande förare     | Vinnande team         | Trophy-vinnare       | Vinnande rookie     |
| ------ | ------ | ----------------------------- | ------------ | ----------------- | ----------------- | ------------------- | --------------------- | -------------------- | ------------------- |
| 1      | R1     | Motorsport Arena Oschersleben | 27 april     | Marvin Kirchhöfer | Marvin Kirchhöfer | Marvin Kirchhöfer   | Lotus                 | Sebastian Balthasar  | Marvin Kirchhöfer   |
| 1      | R2     | Motorsport Arena Oschersleben | 27 april     |                   | Artem Markelov    | John Bryant-Meisner | Performance Racing    | Sebastian Balthasar  | John Bryant-Meisner |
| 1      | R3     | Motorsport Arena Oschersleben | 28 april     | Marvin Kirchhöfer | Marvin Kirchhöfer | Marvin Kirchhöfer   | Lotus                 | Sebastian Balthasar  | Marvin Kirchhöfer   |
| 2      | R1     | Circuit de Spa-Francorchamps  | 11 maj       | Marvin Kirchhöfer | Marvin Kirchhöfer | Marvin Kirchhöfer   | Lotus                 | Freddy Killensberger | Marvin Kirchhöfer   |
| 2      | R2     | Circuit de Spa-Francorchamps  | 11 maj       |                   | Gustavo Menezes   | John Bryant-Meisner | Performance Racing    | Freddy Killensberger | John Bryant-Meisner |
| 2      | R3     | Circuit de Spa-Francorchamps  | 12 maj       | Marvin Kirchhöfer | Emil Bernstorff   | Emil Bernstorff     | Lotus                 | Hubertus-Carlos Vier | Marvin Kirchhöfer   |
| 3      | R1     | Nürburgring                   | 18 maj       | Emil Bernstorff   | Marvin Kirchhöfer | Emil Bernstorff     | Lotus                 | Hubertus-Carlos Vier | Marvin Kirchhöfer   |
| 3      | R2     | Nürburgring                   | 18 maj       | Loppet inställt   | Loppet inställt   | Loppet inställt     | Loppet inställt       | Loppet inställt      | Loppet inställt     |
| 3      | R3     | Nürburgring                   | 19 maj       | Emil Bernstorff   | Emil Bernstorff   | Marvin Kirchhöfer   | Lotus                 | Freddy Killensberger | Marvin Kirchhöfer   |
| 4      | R1     | Sachsenring                   | 8 juni       | Marvin Kirchhöfer | Marvin Kirchhöfer | Marvin Kirchhöfer   | Lotus                 | Hubertus-Carlos Vier | Marvin Kirchhöfer   |
| 4      | R2     | Sachsenring                   | 8 juni       |                   | Emil Bernstorff   | Emil Bernstorff     | Lotus                 | Sebastian Balthasar  | Marvin Kirchhöfer   |
| 4      | R3     | Sachsenring                   | 9 juni       | Marvin Kirchhöfer | Marvin Kirchhöfer | Marvin Kirchhöfer   | Lotus                 | Sebastian Balthasar  | Marvin Kirchhöfer   |
| 5      | R1     | EuroSpeedway Lausitz          | 15 juni      | Marvin Kirchhöfer | Marvin Kirchhöfer | Emil Bernstorff     | Lotus                 | Sebastian Balthasar  | Marvin Kirchhöfer   |
| 5      | R2     | EuroSpeedway Lausitz          | 15 juni      |                   | Emil Bernstorff   | Gustavo Menezes     | Van Amersfoort Racing | Hubertus-Carlos Vier | Gustavo Menezes     |
| 5      | R3     | EuroSpeedway Lausitz          | 16 juni      | Marvin Kirchhöfer | Artem Markelov    | Marvin Kirchhöfer   | Lotus                 | Sebastian Balthasar  | Marvin Kirchhöfer   |
| 6      | R1     | Nürburgring                   | 3 augusti    | Emil Bernstorff   | Marvin Kirchhöfer | Emil Bernstorff     | Lotus                 | Thomas Amweg         | Marvin Kirchhöfer   |
| 6      | R2     | Nürburgring                   | 3 augusti    |                   | Marvin Kirchhöfer | Thomas Jäger        | Performance Racing    | Sebastian Balthasar  | Thomas Jäger        |
| 6      | R3     | Nürburgring                   | 4 augusti    | Marvin Kirchhöfer | Marvin Kirchhöfer | Marvin Kirchhöfer   | Lotus                 | Freddy Killensberger | Marvin Kirchhöfer   |
| 7      | R1     | EuroSpeedway Lausitz          | 31 augusti   | Emil Bernstorff   | Marvin Kirchhöfer | Artem Markelov      | Lotus                 | Sebastian Balthasar  | Marvin Kirchhöfer   |
| 7      | R2     | EuroSpeedway Lausitz          | 31 augusti   |                   | Marvin Kirchhöfer | Marvin Kirchhöfer   | Lotus                 | Freddy Killensberger | Marvin Kirchhöfer   |
| 7      | R3     | EuroSpeedway Lausitz          | 1 september  | Emil Bernstorff   | Marvin Kirchhöfer | Artem Markelov      | Lotus                 | Sebastian Balthasar  | Marvin Kirchhöfer   |
| 8      | R1     | Motorsport Arena Oschersleben | 14 september | Marvin Kirchhöfer | Marvin Kirchhöfer | Marvin Kirchhöfer   | Lotus                 | Sebastian Balthasar  | Marvin Kirchhöfer   |
| 8      | R2     | Motorsport Arena Oschersleben | 14 september |                   | Marvin Kirchhöfer | Emil Bernstorff     | Lotus                 | Sebastian Balthasar  | Marvin Kirchhöfer   |
| 8      | R3     | Motorsport Arena Oschersleben | 15 september | Marvin Kirchhöfer | Marvin Kirchhöfer | Marvin Kirchhöfer   | Lotus                 | Sebastian Balthasar  | Marvin Kirchhöfer   |
| 9      | R1     | Hockenheimring                | 28 september | Marvin Kirchhöfer | Marvin Kirchhöfer | Marvin Kirchhöfer   | Lotus                 | Thomas Amweg         | Marvin Kirchhöfer   |
| 9      | R2     | Hockenheimring                | 28 september |                   | Gustavo Menezes   | Gustavo Menezes     | Van Amersfoort Racing | Thomas Amweg         | Gustavo Menezes     |
| 9      | R3     | Hockenheimring                | 29 september | Marvin Kirchhöfer | Emil Bernstorff   | Marvin Kirchhöfer   | Lotus                 | Sebastian Balthasar  | Marvin Kirchhöfer   |